# Aamer Anwar
Aamer Anwar   (Anglaterra, 30 de desembre de 1967) és un advocat escocès d'origen pakistanès, i actual rector de la Universitat de Glasgow. És un conegut defensor de l'esquerra política i per la seva defensa dels drets humans. Va fer campanya en nom de la família de la víctima d'assassinat Surjit Singh Chhokar. Va participar activament en la Stop the War Coalition, i va fer campanya en la 31a cimera del G8 a Gleneagles. Va començar estudiant enginyeria, però es va passar a sociologia i polítiques. Ha participat en la defensa de diverses campanyes pels drets humans. Des de 2017 és rector de la Universitat de Glasgow. Segons el mateix Anwar, l'agost de 2017 va estar a punt de ser atropellat en l'atemptat de Barcelona quan acabava de visitar la catedral i va entrar a La Rambla per passejar. El març de 2018 va defensar Clara Ponsatí davant la demanda d'extradició arran d'una ordre de detenció europea del Tribunal Suprem d'Espanya.
El 15 de desembre de 2022 la BBC Escòcia va anunciar el rodatge d'una sèrie documental sobre el despatx d'Anwar, considerat el principal del país.